# Trichaea pilicornis
Trichaea pilicornis là một loài bướm đêm trong họ Crambidae.